# Danta di Cadore
Danta di Cadore là một đô thị ở tỉnh Belluno trong vùng Veneto, có vị trí cách khoảng 130 km về phía bắc của Venice và khoảng 50 km về phía đông bắc của Belluno. Tại thời điểm ngày 31 tháng 12 năm 2004, đô thị này có dân số 532 và diện tích 8 km².
Danta di Cadore giáp các đô thị: Auronzo di Cadore, Comelico Superiore, San Nicolò di Comelico, Santo Stefano di Cadore.